# Cecoslovacchia agli VIII Giochi olimpici invernali
La Cecoslovacchia partecipò agli VIII Giochi olimpici invernali, svoltisi a Squaw Valley, Stati Uniti, dal 18 al 28 febbraio 1960, con una delegazione di 21 atleti impegnati in quattro discipline.

## Medaglie
| Medaglia | Atleta      | Sport                 | Evento                         |
| -------- | ----------- | --------------------- | ------------------------------ |
| Argento  | Karol Divín | Pattinaggio di figura | Pattinaggio di figura maschile |